# Kontrollratsgesetz Nr. 55
Das Kontrollratsgesetz Nr. 55 ist ein vom Alliierten Kontrollrat am 20. Juni 1947 erlassenes Gesetz zur Aufhebung von Vorschriften auf dem Gebiet des Strafrechts.

## Inhalt
Das Gesetz hebt in Artikel 1 gesetzliche Bestimmungen auf, die während der Zeit des Nationalsozialismus erlassen wurden. Artikel 2 bestimmt, dass durch das Kontrollratsgesetz gesetzliche Bestimmungen nicht wieder in Kraft gesetzt werden, die durch die aufgehobenen Gesetze außer Kraft gesetzt wurden.

### Betroffene Bestimmungen
1. Abschnitt IV der Verordnung des Reichspräsidenten zum Schutze des Deutschen Volkes vom 4. Februar 1933 (RGBl. I. S. 35)
2. Verordnung des Reichsministers des Innern über das Verbot kommunistischer Demonstrationen im Freistaat Sachsen vom 21. Februar 1933 (RGBl. I. S. 78)
3. § 5 der Verordnung des Reichspräsidenten zum Schutz von Volk und Staat vom 28. Februar 1933 (Reichstagsbrandverordnung, RGBl. I. S. 83)
4. Verordnung des Reichspräsidenten gegen Verrat am deutschen Volke und hochverräterische Umtriebe vom 28. Februar 1933 (RGBl. I. S. 85)
5. Verordnung des Reichspräsidenten zur Abwehr heimtückischer Angriffe gegen die Regierung der nationalen Erhebung vom 21. März 1933 (RGBl. I. S. 135)
6. Verordnung des Reichspräsidenten über die Gewährung von Straffreiheit vom 21. März 1933 (RGBl. I. S. 134)
7. Gesetz zur Abwehr politischer Gewalttaten vom 4. April 1933 (RGBl. I. S. 162)
8. § 1 des Gesetzes über die Gewährung von Straffreiheit vom 23. April 1936 (RGBl. I. S. 378)
9. Gesetz gegen Wirtschaftssabotage vom 1. Dezember 1936 (RGBl. I. S 999)
10. Gesetz zum Schutze von Bezeichnungen der Nationalsozialistischen Deutschen Arbeiterpartei vom 7. April 1937 (RGBl. I. S. 442)
11. Gesetz gegen Straßenraub mittels Autofallen vom 22. Juni 1938 (Lex Götze, RGBl. I. S. 651)
12. §§ 3 und 8 des Gesetzes zur Änderung des Reichsstrafgesetzbuchs vom 4. September 1941 (RGBl. I. S. 549)
13. Polizeiverordnung über das Photographieren und sonstige Darstellen verkehrswichtiger Anlagen vom 29. März 1942 (RGBl. I. S. 156)
14. Verordnung zur Erweiterung und Verschärfung des strafrechtlichen Schutzes gegen Amtsanmaßung vom 9. April 1942 (RGBl. I. S. 174)
15. Verordnung des Führers zum Schutze der Sammlung von Kleidung und Ausrüstungsgegenständen für die Wehrmacht und den Deutschen Volkssturm vom 10. Januar 1945 (RGBl. I. S. 5)
16. Verordnung über das Strafrecht des Deutschen Volkssturms (Volkssturm-Strafrechtsverordnung – VoStVO) vom 24. Februar 1945 (RGBl. I. S. 34)

## Geltung
Das Kontrollratsgesetz Nr. 55 vom 20. Juni 1947 wurde am selben Tag in Berlin ausgefertigt und trat am 25. Juni 1947 in Kraft.
Für die Deutsche Demokratische Republik wurde es 1955 außer Wirkung gesetzt durch den Beschluss des Ministerrats der UdSSR über die Auflösung der Hohen Kommission der Sowjetunion in Deutschland vom 20. September 1955. Für die Bundesrepublik Deutschland wurde es durch das Gesetz zur Bereinigung des Besatzungsrechts vom 23. November 2007 aufgehoben.